# مارماهی کام‌اره‌ای دندان‌کوتاه
مارماهی کام‌اره‌ای دندان‌کوتاه (نام علمی: Serrivomer lanceolatoides) نام یک گونه از تیره مارماهی دندان‌اره‌ای است.